# Corat
Corat (en azerí: Corat) es una localidad de Azerbaiyán, en el raión de Absheron.
Se encuentra a una altitud de -15 m sobre el nivel del mar. 

## Demografía
Según estimación 2010 contaba con 9180 habitantes.